# Bunchosia volcanica
Bunchosia volcanica är en tvåhjärtbladig växtart som beskrevs av W.R. Anderson. Bunchosia volcanica ingår i släktet Bunchosia och familjen Malpighiaceae. Inga underarter finns listade i Catalogue of Life.